# Дайнамоз
«Дайнамоз» (англ. «Dynamos Football Club») — зімбабвіський футбольний клуб з Хараре. Заснований у 1963 році.

## Досягнення
- Чемпіон — 1963, 1965, 1966, 1970, 1976, 1978, 1980, 1981, 1982, 1983, 1985, 1986, 1989, 1991, 1994, 1995, 1997, 2007, 2011, 2012, 2013, 2014
- Володар кубка Зімбабве — 1985, 1988, 1989, 1996, 2007, 2011, 2012
- Ліга Чемпіонів КАФ
  - Фіналіст — 1998
  - Півфіналіст — 2008